# 정전기

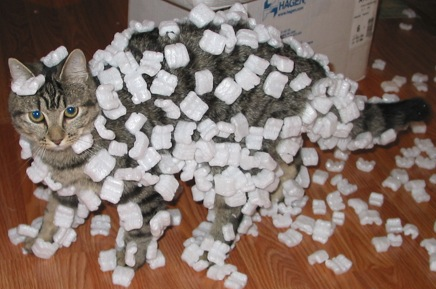

정전기(靜電氣, Static electricity)는 정지되어있는 전하에 의해 일어나는 물리적 현상이다.

## 개요
정전기는 물체(주로 유전체)에 전하가 축적되어 있는(대전된) 상태지만,  축적되어 있는 전하 자체를 지칭하는 경우도 있다. 전하는 항상 전기장에 의한 효과와 자기장에 의한 효과를 가지지만, 정전기는 전기장에 의한 효과가 클 경우다.
오래전에 발견되어, 기원전 600년경에는 탈레스에 의한 마찰전기에 대한 기술이 존재하고 있다. 전지와 전자기유도가 발견되기 전까지 전기라고 하면 정전기를 가리키는 것이었다. 반대어로 동전기가 있지만, 보통의 전기가 곧 동전기이므로 별로 사용되지는 않는다.
흔히 마찰에 의해 대전된 전하를 정전기라고 부르는데, 본래는 마찰전기도 정전기 현상의 하나에 지나지 않는다. 예를 들어 압전효과도 정전기에 포함된다. 번개도 구름에 축적되어있던 정전기에 의해 발생하는 방전 현상이다.
일상생활에서 정전기에 의한 방전을 접할 때 정전기가 발생했다고 하는데, 이것은 정전기에 의해 불꽃 방전이 일어났다고 하는 것이 보다 정확하다. 정전기는 방전이 일어나기 전에 마찰 등으로 생긴 물체에 축적되어 있던 전하를 말하기 때문이다.

## 발생
가장 익숙한 종류의 정전기는 두 종류의 유전체의 마찰에 의해 발생한다. 유전체를 서로 마찰할 때 발생하는 정전기의 부호는 물체의 조합에 의해 결정된다. 조합하여 양전하를 띠는 물체는 오른쪽에, 음전하를 띠는 물체는 왼쪽에 가도록 나열하면 유전체를 일직선상에 나란히 나열할 수 있으며, 이 배열을 대전열이라고 한다. 대전의 극성은 대전열에서 서로 멀리 떨어진 물체와 조합될수록 높아진다.

## 분진폭발
정전기로 인한 불꽃은 분진폭발의 원인이 되기도 한다. 폴리에틸렌, ABS 수지 등 플라스틱을 생산하는 공장에서 플라스틱 분진이 정전기 불꽃에 의해 착화(着火)되어 분진폭발을 일으킨 사례가 있다.

## 같이 보기
- 방전
- 정전기학
- 마찰전기
- 밴더그래프 발전기

## 참고 문헌
- 이 문서에는 다음커뮤니케이션(현 카카오)에서 GFDL 또는 CC-SA 라이선스로 배포한 글로벌 세계대백과사전의 내용을 기초로 작성된 글이 포함되어 있습니다.